# 伊瑟阔学区
伊瑟阔学区（英語：Issaquah School District No. 411)是位于美国华盛顿州金县的一个公立学校学区，覆盖伊瑟阔以及附近的瑟马米什、伦顿、 贝尔维尤以及纽卡斯尔这些城市的部分区域。截至2018-19学年，该学区有24所学校和20,956入学学生。